# 아이돌 군단의 떴다! 그녀
아이돌 군단의 떴다! 그녀는 매주 MBC 에브리원에서 방송 하는 대한민국의 버라이어티 쇼 다.

## 진행 자

### 시즌 1
슈퍼주니어-Happy
- 공동 사회 자 - 고영욱, 김상혁 (에피소드 1과 5), 장동민 (에피소드 2 이후)

### 시즌 2
FT 아일랜드
- 공동 사회 자 - 장동민

### 시즌 3
2PM
- 공동 사회 자 - 붐

### 시즌 4
카라
- 공동 사회 자 - 붐

### 시즌 5
엠블랙
- 공동 사회 자 - 신봉선, 정주리

## 아이돌 게스트 스타

### 시즌 1
방송 기간 : 2008년 7월 10일 ~ 10월 9일
- 에피소드 1 - 쥬얼리
- 에피소드 2 - FT 아일랜드
- 에피소드 3 ~ 4 - 원더걸스
- 에피소드 5 - 카라
- 에피소드 6 - 룰라
- 에피소드 7 - 베이비복스 리브
- 에피소드 8 - 2AM
- 에피소드 9 ~ 10 - 한승연, 구하라, JOO, 문지은, 임소영
- 에피소드 11 - 김나영, 춘자, 한영
- 에피소드 12 - 김나영, 임슬옹, 임소영
- 에피소드 13 ~ 14 (최종 회) - 이청아

### 시즌 2
방송 기간 : 2008년 10월 16일 ~ 11월 27일
- 에피소드 1 ~ 2 - 윤하
- 에피소드 3 ~ 4 - 2PM, 황보, 백보람
- 에피소드 5 - 유상무, 이상구
- 에피소드 6 - 김나영, 김상미, 차민지, 최은주, 자밀라 압둘레바
- 에피소드 7 (최종 회) - 없음

### 시즌 3
방송 기간 : 2008년 12월 4일 ~ 2009년 3월 26일
- 에피소드 1 - 없음
- 에피소드 2 - 카라
- 에피소드 3 - 전진과 여고생
- 에피소드 4 - 2AM
- 에피소드 5 - 브라운 아이드 걸스
- 에피소드 6 - 홍영기
- 에피소드 7 - 없음
- 에피소드 8 ~ 9 - 소녀시대
- 에피소드 10 ~ 12 - 없음
- 에피소드 13- 블랙펄
- 에피소드 14 ~ 15 - 샤이니
- 에피소드 16 - 애프터스쿨
- 에피소드 17 (최종 회) - 없음

### 시즌 4
방송 기간 : 2009년 4월 2일 ~ 2009년 4월 30일
- 에피소드 1 - 없음
- 에피소드 2 - 빅뱅
- 에피소드 3 - 이천희
- 에피소드 4 - FT 아일랜드
- 에피소드 5 (최종 회) - 2AM

### 시즌 5
방송 기간 : 2009년 12월 16일 ~ 2010년 3월 31일
- 에피소드 1 - 없음
- 에피소드 2 - 시크릿
- 에피소드 3 - 없음
- 에피소드 4 - 티아라
- 에피소드 5 - 없음
- 에피소드 6 - 김수정
- 에피소드 7 - 애프터스쿨
- 에피소드 8 - 애프터스쿨
- 에피소드 9 - 없음
- 에피소드 10 - 없음
- 에피소드 11 - 아이유 김은정 하주연 홍진영
- 에피소드 12 - 서효명 오나미 진보라 김정민 서단비
- 에피소드 13 - 설리
- 에피소드 14 - 설리
- 에피소드 15 - 없음
- 에피소드 16 (최종 회) - 없음